# Natrolita
La natrolina és un mineral que pertany a les zeolites, a dins de la classe dels silicats. Martin H. Klaproth li va donar nom l'any 1803 a partir del llatí natrium (sosa) i del grec lithos (pedra).

## Característiques
La Natrolita és un aluminosilicat de sodi que cristal·litza en el sistema ortoròmbic. És dimorfa amb la gonnardita, que té la mateixa composició química però cristal·litza en el sistema tetragonal. Les seves associacions de cristalls aciculars blancs radiants no són exclusives de la natrolita, però és un tret distintiu d'aquest mineral. L'estructura cristal·lina de la natrolita és la d'una zeolita amb una xarxa cristal·lina molt oberta, que permet el pas a través del cristall de molècules d'aigua i d'ions grans. La seva estructura consisteix en tetraedres de silicat alineats en una mateixa direcció, el que li dona l'hàbit fibrós i acicular.

## Formació i jaciments
Apareix emplenant cavitats dins del basalt i d'altres laves, així com en altres roques associades a aquestes. També es pot presentar com a producte d'alteració d'altres minerals. La natrolita sol tenir com a minerals associats l'escolecita i la mesolita, els quals molt sovint es troben junts i són gairebé indistingibles, ja que els tres tenen el mateix hàbit cristal·lí. La presència de calci en aquests altres dos minerals fa que l'estructura sigui una mica diferent de la de la natrolita, de manera que en comptes de tenir sistema ortoròmbic adquireix un sistema monoclínic. A banda d'aquestes zeolites esmentades, també és freqüent trobar-la associada a quars, apofil·lita, benitoita, heulandita o estilbita, augmentant amb les seves agulles la bellesa de totes aquestes. S'ha localitzat en quantitats notables en Poona (Índia), Califòrnia i Nova Jersey (Estats Units), i a Nova Escòcia i Asbestos (Canadà) on es van trobar cristalls de fins a un metre de longitud. A Catalunya se n'ha trobat a Fogars de la Selva, al Maresme.

## Varietats
- La bergmannita, una varietat producte de la descomposició hidrotèrmica del pseudomorfisme de natrolita després de nefelina.[2]
- La fargita, una natrolita càlcica de color vermell.[3]
- La galactita, una varietat càlcica de natrolita. Trobada originàriament a Glenfarg, Escòcia. Algunes galactites han resultat ser en realitat ferrierita.[4]
- La germanat-natrolita, una natrolita artificial amb germani en lloc de silici, amb fórmula Na₂Al₂Ge₃O10·2H₂O.[5]
- La kondrikovita, una natrolita amb inclusions rinkita, producte de l'alteració de la lovchorrita.[6]
- La mooraboolita, una varietat de natrolita amb un major contingut de potassi que aquesta.[7]
- L'spreustein, una natrolita de gra fi que reemplaça una sodalita i/o nefelina alterades hidrotermalment. No és estranya en algunes pegmatites nefelina-sienita.[8]